# Figeholm
Figeholm – miejscowość (tätort) w Szwecji, w regionie administracyjnym (län) Kalmar, w gminie Oskarshamn.
Według danych Szwedzkiego Urzędu Statystycznego liczba ludności wyniosła: 730 (31 grudnia 2015), 890 (31 grudnia 2018) i 836 (31 grudnia 2019).